# Rinodina bischoffii
Rinodina bischoffii är en lavart som först beskrevs av Hepp, och fick sitt nu gällande namn av A. Massal. Rinodina bischoffii ingår i släktet Rinodina och familjen Physciaceae.  Arten är reproducerande i Sverige. Inga underarter finns listade i Catalogue of Life.